# Frankton (Indiana)
Frankton – miasto w Stanach Zjednoczonych, w stanie Indiana, w hrabstwie Madison.